# 李建国 (1953年)
李建国（1953年12月—），河北隆尧人，中国政治人物。

## 生平
生于湖南常德。女。1969年9月参加工作，加入中国共产党。湘潭大学化工专修科毕业，香港理工大学工商管理硕士学位。
1983年1月，任岳阳化工总厂涤纶厂党委书记。后历任共青团湖南省委书记、中共湖南省委常委、团中央常委，化工管理干部学院党委书记，中央纪委监察部驻国家石化局纪检组副组长、监察局局长，中国联合通信有限公司党组纪检组组长，中国网通集团党组纪检组组长等职务。2014年8月，不再担任中国联合网络通信集团有限公司党组成员、党组纪检组组长职务。